# Municipio de Dodge (condado de Guthrie)
El municipio de Dodge (en inglés: Dodge Township) es un municipio ubicado en el condado de Guthrie en el estado estadounidense de Iowa. En el año 2010 tenía una población de 519 habitantes y una densidad poblacional de 5,6 personas por km².

## Geografía
El municipio de Dodge se encuentra ubicado en las coordenadas 41°49′12″N 94°27′17″O / 41.82000, -94.45472. Según la Oficina del Censo de los Estados Unidos, el municipio tiene una superficie total de 92.72 km², de la cual 92,72 km² corresponden a tierra firme y (0 %) 0 km² es agua.

## Demografía
Según el censo de 2010, había 519 personas residiendo en el municipio de Dodge. La densidad de población era de 5,6 hab./km². De los 519 habitantes, el municipio de Dodge estaba compuesto por el 96,15 % blancos, el 0,96 % eran amerindios, el 0,19 % eran asiáticos, el 1,35 % eran de otras razas y el 1,35 % eran de una mezcla de razas. Del total de la población el 4,43 % eran hispanos o latinos de cualquier raza.